# PBR322

Trình tự enzyme cắt giới hạn của pBR322

pBR322 là một plasmid được sử dụng như một vector tạo dòng sử dụng vi khuẩn E. coli. Được tạo ra vào năm 1977 trong phòng thí nghiệm của Herbert Boyer tại trường Đại học California, San Francisco, được đặt tên bởi nhà nghiên cứu đã tạo ra nó. Chữ “p” đầu tên nghĩa là "plasmid," và “BR” là tên viết tắt của "Bolivar" và "Rodriguez".
pBR322 là 4361 cặp base được lặp lại từ nguyên mẫu plasmid pMB1, có quan hệ mật thiết với plasmid ColE1. pBR322 mang gen ampR: mã hóa protein kháng ampicillin (gốc plasmid RSF2124), gen tetR: mã hóa protein kháng tetracycline (gốc plasmid pSC101), và gen rop: điều hòa sự sao chép plasmid. Plasmid này có những điểm cắt giới hạn bởi hơn 40 enzyme cắt giới hạn. 11 trong số 40 đoạn đó nằm trong gen tetR. Có 2 đoạn bị cắt giới hạn bởi enzyme HindIII và CiaI trong promoter của gen tetR. Có 6 điểm cắt giới hạn nằm trên gen ampR.
Trình tự cắt giới hạn của plasmid được đánh số từ 0 tại điểm cắt giới hạn của EcoRI, đếm dần đến gen tet. Gen kháng ampicillin là penicillin beta-lactamase. Promoters P1 và P3 là promoter của gen beta-lactamase. P3 là promoter tự nhiên, còn P1 là nhân tạo được nối lại từ những đoạn từ hai AND khác nhau của gen pBR322. P2 nằm chung với P1, nhưng đứng đối diện nhau trên plasmid và là vùng khởi đầu phiên mã gen kháng tetracycline.
| Trình tự plasmid pBR322 |
| 1 TTCTCATGTT TGACAGCTTA TCATCGATAA GCTTTAATGC GGTAGTTTAT 51 CACAGTTAAA TTGCTAACGC AGTCAGGCAC CGTGTATGAA ATCTAACAAT 101 GCGCTCATCG TCATCCTCGG CACCGTCACC CTGGATGCTG TAGGCATAGG 151 CTTGGTTATG CCGGTACTGC CGGGCCTCTT GCGGGATATC GTCCATTCCG 201 ACAGCATCGC CAGTCACTAT GGCGTGCTGC TAGCGCTATA TGCGTTGATG 251 CAATTTCTAT GCGCACCCGT TCTCGGAGCA CTGTCCGACC GCTTTGGCCG 301 CCGCCCAGTC CTGCTCGCTT CGCTACTTGG AGCCACTATC GACTACGCGA 351 TCATGGCGAC CACACCCGTC CTGTGGATCC TCTACGCCGG ACGCATCGTG 401 GCCGGCATCA CCGGCGCCAC AGGTGCGGTT GCTGGCGCCT ATATCGCCGA 451 CATCACCGAT GGGGAAGATC GGGCTCGCCA CTTCGGGCTC ATGAGCGCTT 501 GTTTCGGCGT GGGTATGGTG GCAGGCCCCG TGGCCGGGGG ACTGTTGGGC 551 GCCATCTCCT TGCATGCACC ATTCCTTGCG GCGGCGGTGC TCAACGGCCT 601 CAACCTACTA CTGGGCTGCT TCCTAATGCA GGAGTCGCAT AAGGGAGAGC 651 GTCGACCGAT GCCCTTGAGA GCCTTCAACC CAGTCAGCTC CTTCCGGTGG 701 GCGCGGGGCA TGACTATCGT CGCCGCACTT ATGACTGTCT TCTTTATCAT 751 GCAACTCGTA GGACAGGTGC CGGCAGCGCT CTGGGTCATT TTCGGCGAGG 801 ACCGCTTTCG CTGGAGCGCG ACGATGATCG GCCTGTCGCT TGCGGTATTC 851 GGAATCTTGC ACGCCCTCGC TCAAGCCTTC GTCACTGGTC CCGCCACCAA 901 ACGTTTCGGC GAGAAGCAGG CCATTATCGC CGGCATGGCG GCCGACGCGC 951 TGGGCTACGT CTTGCTGGCG TTCGCGACGC GAGGCTGGAT GGCCTTCCCC 1001 ATTATGATTC TTCTCGCTTC CGGCGGCATC GGGATGCCCG CGTTGCAGGC 1051 CATGCTGTCC AGGCAGGTAG ATGACGACCA TCAGGGACAG CTTCAAGGAT 1101 CGCTCGCGGC TCTTACCAGC CTAACTTCGA TCACTGGACC GCTGATCGTC 1151 ACGGCGATTT ATGCCGCCTC GGCGAGCACA TGGAACGGGT TGGCATGGAT 1201 TGTAGGCGCC GCCCTATACC TTGTCTGCCT CCCCGCGTTG CGTCGCGGTG 1251 CATGGAGCCG GGCCACCTCG ACCTGAATGG AAGCCGGCGG CACCTCGCTA 1301 ACGGATTCAC CACTCCAAGA ATTGGAGCCA ATCAATTCTT GCGGAGAACT 1351 GTGAATGCGC AAACCAACCC TTGGCAGAAC ATATCCATCG CGTCCGCCAT 1401 CTCCAGCAGC CGCACGCGGC GCATCTCGGG CAGCGTTGGG TCCTGGCCAC 1451 GGGTGCGCAT GATCGTGCTC CTGTCGTTGA GGACCCGGCT AGGCTGGCGG 1501 GGTTGCCTTA CTGGTTAGCA GAATGAATCA CCGATACGCG AGCGAACGTG 1551 AAGCGACTGC TGCTGCAAAA CGTCTGCGAC CTGAGCAACA ACATGAATGG 1601 TCTTCGGTTT CCGTGTTTCG TAAAGTCTGG AAACGCGGAA GTCAGCGCCC 1651 TGCACCATTA TGTTCCGGAT CTGCATCGCA GGATGCTGCT GGCTACCCTG 1701 TGGAACACCT ACATCTGTAT TAACGAAGCG CTGGCATTGA CCCTGAGTGA 1751 TTTTTCTCTG GTCCCGCCGC ATCCATACCG CCAGTTGTTT ACCCTCACAA 1801 CGTTCCAGTA ACCGGGCATG TTCATCATCA GTAACCCGTA TCGTGAGCAT 1851 CCTCTCTCGT TTCATCGGTA TCATTACCCC CATGAACAGA AATCCCCCTT 1901 ACACGGAGGC ATCAGTGACC AAACAGGAAA AAACCGCCCT TAACATGGCC 1951 CGCTTTATCA GAAGCCAGAC ATTAACGCTT CTGGAGAAAC TCAACGAGCT 2001 GGACGCGGAT GAACAGGCAG ACATCTGTGA ATCGCTTCAC GACCACGCTG 2051 ATGAGCTTTA CCGCAGCTGC CTCGCGCGTT TCGGTGATGA CGGTGAAAAC 2101 CTCTGACACA TGCAGCTCCC GGAGACGGTC ACAGCTTGTC TGTAAGCGGA 2151 TGCCGGGAGC AGACAAGCCC GTCAGGGCGC GTCAGCGGGT GTTGGCGGGT 2201 GTCGGGGCGC AGCCATGACC CAGTCACGTA GCGATAGCGG AGTGTATACT 2251 GGCTTAACTA TGCGGCATCA GAGCAGATTG TACTGAGAGT GCACCATATG 2301 CGGTGTGAAA TACCGCACAG ATGCGTAAGG AGAAAATACC GCATCAGGCG 2351 CTCTTCCGCT TCCTCGCTCA CTGACTCGCT GCGCTCGGTC GTTCGGCTGC 2401 GGCGAGCGGT ATCAGCTCAC TCAAAGGCGG TAATACGGTT ATCCACAGAA 2451 TCAGGGGATA ACGCAGGAAA GAACATGTGA GCAAAAGGCC AGCAAAAGGC 2501 CAGGAACCGT AAAAAGGCCG CGTTGCTGGC GTTTTTCCAT AGGCTCCGCC 2551 CCCCTGACGA GCATCACAAA AATCGACGCT CAAGTCAGAG GTGGCGAAAC 2601 CCGACAGGAC TATAAAGATA CCAGGCGTTT CCCCCTGGAA GCTCCCTCGT 2651 GCGCTCTCCT GTTCCGACCC TGCCGCTTAC CGGATACCTG TCCGCCTTTC 2701 TCCCTTCGGG AAGCGTGGCG CTTTCTCATA GCTCACGCTG TAGGTATCTC 2751 AGTTCGGTGT AGGTCGTTCG CTCCAAGCTG GGCTGTGTGC ACGAACCCCC 2801 CGTTCAGCCC GACCGCTGCG CCTTATCCGG TAACTATCGT CTTGAGTCCA 2851 ACCCGGTAAG ACACGACTTA TCGCCACTGG CAGCAGCCAC TGGTAACAGG 2901 ATTAGCAGAG CGAGGTATGT AGGCGGTGCT ACAGAGTTCT TGAAGTGGTG 2951 GCCTAACTAC GGCTACACTA GAAGGACAGT ATTTGGTATC TGCGCTCTGC 3001 TGAAGCCAGT TACCTTCGGA AAAAGAGTTG GTAGCTCTTG ATCCGGCAAA 3051 CAAACCACCG CTGGTAGCGG TGGTTTTTTT GTTTGCAAGC AGCAGATTAC 3101 GCGCAGAAAA AAAGGATCTC AAGAAGATCC TTTGATCTTT TCTACGGGGT 3151 CTGACGCTCA GTGGAACGAA AACTCACGTT AAGGGATTTT GGTCATGAGA 3201 TTATCAAAAA GGATCTTCAC CTAGATCCTT TTAAATTAAA AATGAAGTTT 3251 TAAATCAATC TAAAGTATAT ATGAGTAAAC TTGGTCTGAC AGTTACCAAT 3301 GCTTAATCAG TGAGGCACCT ATCTCAGCGA TCTGTCTATT TCGTTCATCC 3351 ATAGTTGCCT GACTCCCCGT CGTGTAGATA ACTACGATAC GGGAGGGCTT 3401 ACCATCTGGC CCCAGTGCTG CAATGATACC GCGAGACCCA CGCTCACCGG 3451 CTCCAGATTT ATCAGCAATA AACCAGCCAG CCGGAAGGGC CGAGCGCAGA 3501 AGTGGTCCTG CAACTTTATC CGCCTCCATC CAGTCTATTA ATTGTTGCCG 3551 GGAAGCTAGA GTAAGTAGTT CGCCAGTTAA TAGTTTGCGC AACGTTGTTG 3601 CCATTGCTGC AGGCATCGTG GTGTCACGCT CGTCGTTTGG TATGGCTTCA 3651 TTCAGCTCCG GTTCCCAACG ATCAAGGCGA GTTACATGAT CCCCCATGTT 3701 GTGCAAAAAA GCGGTTAGCT CCTTCGGTCC TCCGATCGTT GTCAGAAGTA 3751 AGTTGGCCGC AGTGTTATCA CTCATGGTTA TGGCAGCACT GCATAATTCT 3801 CTTACTGTCA TGCCATCCGT AAGATGCTTT TCTGTGACTG GTGAGTACTC 3851 AACCAAGTCA TTCTGAGAAT AGTGTATGCG GCGACCGAGT TGCTCTTGCC 3901 CGGCGTCAAC ACGGGATAAT ACCGCGCCAC ATAGCAGAAC TTTAAAAGTG 3951 CTCATCATTG GAAAACGTTC TTCGGGGCGA AAACTCTCAA GGATCTTACC 4001 GCTGTTGAGA TCCAGTTCGA TGTAACCCAC TCGTGCACCC AACTGATCTT 4051 CAGCATCTTT TACTTTCACC AGCGTTTCTG GGTGAGCAAA AACAGGAAGG 4101 CAAAATGCCG CAAAAAAGGG AATAAGGGCG ACACGGAAAT GTTGAATACT 4151 CATACTCTTC CTTTTTCAAT ATTATTGAAG CATTTATCAG GGTTATTGTC 4201 TCATGAGCGG ATACATATTT GAATGTATTT AGAAAAATAA ACAAATAGGG 4251 GTTCCGCGCA CATTTCCCCG AAAAGTGCCA CCTGACGTCT AAGAAACCAT 4301 TATTATCATG ACATTAACCT ATAAAAATAG GCGTATCACG AGGCCCTTTC 4351 GTCTTCAAGA A |